# Стоян Динков
Стоян Иванов Динков е български писател и художник, син на поета Иван Динков.
Ученик на проф. д-р Франсоа-Жорж Драйфус. Той е автор на прозаични, поетични и исторически книги, а също така съучредител на Клуба на младия български писател (2003 г.) и съучредител на Центъра за стратегии и анализи (2008 г.). Член е на редакционната колегия на вестник ”Пулс” и на списание „Българска лира“. Председател е на партия „Зелена България“ в периода 2007 – 2008 година, председател на Политическия съвет на „Зелена партия – Българските зелени“ през 2008 – 2009 г. Член е на Съюза на българските писатели и на Съюза на българските журналисти. Съосновател на някои вестници като „Литературен магазин“, „Ранобудник“ и др. Автор на книгите „Гримаси“, „Свлачища“, „Приказка за вечността“, „Османо-римска империя, българи и тюрки“, „Туран – от скитите и хуните до тюрките и българите“, „Исус Христос – Земното име на Дявола“, „Траки и кимерийци“ и др. Негови текстове са превеждани на английски, турски, румънски, португалски език и адаптирани на македонска литературна норма.
С. И. Динков е известен и с публичните си неоосманистки позиции и твърденията, че:
| „ | Османската империя спаси българския народ. Българското възраждане е плод на руската пропаганда. Нашият най-близък приятел е Турция. Евроазиатски съюз ще замени Европейския. | “ |